# Плајари
Плајари (грч. Πλαγιάρι) је насељено место у општини Пела у периферији Средишња Македонија, Грчка. Према попису из 2021. године било је 316 становника.
Према бугарском географу и историчару, Василу Канчову, у Плајарима је 1900. године живело 600 Турака. Године 1924. турско становништво је принудно исељено у Турску а ан њихово место је насељен већи број грчких избегличких породица из Турске. На попису из 1928. године Плајари су имали 327 становника. Село се раније звало Спирлитово.